# Christl Cranz
Christl Cranz, née le 1er juillet 1914 à Bruxelles et morte le 28 septembre 2004 à Oberstaufen, est une skieuse alpine allemande qui reste à ce jour la plus titrée et la plus médaillé aux championnats du monde de ski alpin, avec douze médailles d'or et un total de quinze podiums. Elle est aussi la première championne olympique de son sport, à Garmisch-Partenkirchen en 1936. Elle est restée très longtemps la seule skieuse de l'histoire trois fois consécutivement championne du monde de slalom avant l'avènement de Mikaela Shiffrin qui l'a dépassée en 2019 avec quatre titres consécutifs dans cette discipline. Elle est restée invaincue en combiné alpin, trois décennies avant l'avènement de la Coupe du monde, avec cinq titres mondiaux consécutifs en autant de participations, entrecoupés par une victoire olympique dans la discipline.

## Biographie
Christl Cranz remporte le premier titre olympique de l'histoire du ski alpin en 1936 à Garmisch-Partenkirchen en combiné. Dans la descente, elle prend 19 secondes de retard sur la Norvégienne Laila Schou-Nilsen, après avoir chuté et s'être relevée. Dans le slalom, elle refait tout son retard, creusant un écart de 11 secondes sur sa plus proche poursuivante, sa compatriote Käthe Grasseyer à 11 secondes et l'emporte avec 97,06 points, devant  Grasseyer (95,26 points), alors que Schou-Nilsen, pénalisée pour avoir raté une porte, termine en bronze (93,48 points).
Avec douze titres de championne du monde et trois médailles d'argent remportés entre 1934 et 1939, elle reste la skieuse la plus titrée de l'histoire du ski alpin. Durant cette période, elle est restée invaincue en combiné.
Après sa carrière sportive, la skieuse fonde avec son mari, Adolf Borchers, une école de ski qu'elle dirige jusqu'en 1987. Elle écrit également plusieurs livres sur l'apprentissage du ski.
Sa santé décline après un accident domestique, peu après son 90e anniversaire, qu'elle avait fêté à Steibis, avec sa famille et quelques amis.
Elle est la sœur de Rudi Cranz.

## Palmarès

### Jeux olympiques
| Épreuve / Édition              | Combiné |
| ------------------------------ | ------- |
| JO 1936 Garmisch-Partenkirchen | Or      |

### Championnats du monde
| Épreuve / Édition          | Descente | Slalom | Combiné |
| -------------------------- | -------- | ------ | ------- |
| Mondiaux 1934 Saint-Moritz | Argent   | Or     | Or      |
| Mondiaux 1935 Mürren       | Or       | Argent | Or      |
| Mondiaux 1937 Chamonix     | Or       | Or     | Or      |
| Mondiaux 1938 Engelberg    | Argent   | Or     | Or      |
| Mondiaux 1939 Zakopane     | Or       | Or     | Or      |

### Arlberg-Kandahar
- Vainqueur du Kandahar 1937 à Mürren
  - Vainqueur du slalom 1937 à Mürren